# Güepí
Güepí es una base militar peruana ubicada en el distrito de Teniente Manuel Clavero en la provincia de Putumayo del departamento de Loreto. Está situada en la desembocadura del río Güepí, sobre la frontera tripartita entre Colombia, Ecuador y Perú. Es el segundo punto más septentrional del país.
Cuenta con instalaciones de la Marina de Guerra y del Ejército del Perú.
La localidad civil más próxima a la base es Tres Fronteras, ubicada a escasas cuadras de la misma.
Este lugar es bastante conocido por haber sido escenario durante la guerra colombo-peruana de 1932 del combate de Güepí.

## Geografía
Está ubicado en extremo septentrional del Perú, al norte del departamento de Loreto. Asentada en la llanura amazónica. Se encuentra aproximadamente en las coordenadas 0°07′17″S 75°14′58″O.

### Clima
El clima es tropical y ecuatorial en Güepí, por lo tanto prácticamente casi no hay diferencia entre las estaciones de un mes a otro. Hay precipitaciones durante todo el año en Güepí. Hasta el mes más seco aún tiene mucha lluvia. La clasificación del clima de Köppen-Geiger es (Af). La temperatura media anual en Güepí se encuentra a 26.0 °C. Hay precipitaciones de alrededor de 3068 mm.
| Parámetros climáticos promedio de Güepí                                                                          | Parámetros climáticos promedio de Güepí | Parámetros climáticos promedio de Güepí | Parámetros climáticos promedio de Güepí | Parámetros climáticos promedio de Güepí | Parámetros climáticos promedio de Güepí | Parámetros climáticos promedio de Güepí | Parámetros climáticos promedio de Güepí | Parámetros climáticos promedio de Güepí | Parámetros climáticos promedio de Güepí | Parámetros climáticos promedio de Güepí | Parámetros climáticos promedio de Güepí | Parámetros climáticos promedio de Güepí | Parámetros climáticos promedio de Güepí |
| Mes | Ene.                                    | Feb.                                    | Mar.                                    | Abr.                                    | May.                                    | Jun.                                    | Jul.                                    | Ago.                                    | Sep.                                    | Oct.                                    | Nov.                                    | Dic.                                    | Anual                                   |
| --- | --------------------------------------- | --------------------------------------- | --------------------------------------- | --------------------------------------- | --------------------------------------- | --------------------------------------- | --------------------------------------- | --------------------------------------- | --------------------------------------- | --------------------------------------- | --------------------------------------- | --------------------------------------- | --------------------------------------- |
| Temp. máx. abs. (°C)                                                                                             | 37                                      | 39                                      | 36                                      | 36                                      | 36                                      | 35                                      | 35                                      | 37                                      | 38                                      | 37                                      | 37                                      | 37                                      | 39                                      |
| Temp. máx. media (°C)                                                                                            | 31.7                                    | 31.4                                    | 31.2                                    | 30.0                                    | 30.8                                    | 29.1                                    | 28.1                                    | 30.2                                    | 31.1                                    | 30.4                                    | 31.1                                    | 30.6                                    | 30.5                                    |
| Temp. media (°C)                                                                                                 | 27.2                                    | 26.7                                    | 26.5                                    | 26.0                                    | 26.4                                    | 25.1                                    | 24.3                                    | 25.4                                    | 25.8                                    | 26.1                                    | 26.7                                    | 26.2                                    | 26                                      |
| Temp. mín. media (°C)                                                                                            | 22.7                                    | 22.0                                    | 21.8                                    | 22.0                                    | 22.0                                    | 21.2                                    | 20.6                                    | 20.6                                    | 20.6                                    | 21.8                                    | 22.3                                    | 21.9                                    | 21.6                                    |
| Temp. mín. abs. (°C)                                                                                             | 18                                      | 19                                      | 19                                      | 19                                      | 19                                      | 18                                      | 15                                      | 17                                      | 17                                      | 19                                      | 19                                      | 16                                      | 15                                      |
| Precipitación total (mm)                                                                                         | 102                                     | 175                                     | 241                                     | 361                                     | 368                                     | 362                                     | 314                                     | 312                                     | 280                                     | 258                                     | 190                                     | 105                                     | 3068                                    |
| Días de precipitaciones (≥ )                                                                                     | 14                                      | 17                                      | 19                                      | 23                                      | 24                                      | 24                                      | 22                                      | 20                                      | 20                                      | 19                                      | 18                                      | 14                                      | 234                                     |
| Humedad relativa (%)                                                                                             | 73.1                                    | 74                                      | 76.5                                    | 79                                      | 80.1                                    | 78                                      | 77.3                                    | 77                                      | 75.6                                    | 75.4                                    | 75                                      | 73                                      | 76.2                                    |
| Fuente: Climate-data.org, DePeru.com(http://www.deperu.com/areas-naturales-protegidas/zona-reservada-geppi-3131) |                                         |                                         |                                         |                                         |                                         |                                         |                                         |                                         |                                         |                                         |                                         |                                         |                                         |